# Marc Zickbauer
Marc Zickbauer (* 3. Dezember 1986) ist ein österreichischer Grasskiläufer. Er wurde vierfacher Juniorenweltmeister, gewann die Bronzemedaille in der Super-Kombination bei der Weltmeisterschaft 2011 und fuhr in Weltcuprennen bisher viermal unter die besten zehn.

## Karriere
Zickbauer begann 1998 mit dem Grasskilauf. Von 1999 bis 2001 war er im österreichischen Schülerkader, 2001 stieg er in den Junioren-A-Kader auf. Er gewann mehrere österreichische Schüler- und Juniorenmeistertitel und wurde 2000 sowie 2001 internationaler Schülermeister im Riesenslalom und in der Kombination. Seine bisher größten Erfolge feierte er bei den Juniorenweltmeisterschaften der Jahre 2003 bis 2006. Insgesamt gewann er elf Medaillen, vier davon in Gold. Bei der Junioren-WM 2003 in Goldingen siegte er im Riesenslalom vor seinem Landsmann Peter Paukovits und dem Schweizer Stefan Portmann und fuhr im Super-G hinter diesen beiden auf Platz drei. 2004 gewann er in Rettenbach den Slalom und die Kombination und wurde im Riesenslalom sowie im Super-G jeweils hinter dem Italiener Lorenzo Gritti und Peter Paukovits Dritter. Auch bei der Juniorenweltmeisterschaft 2005 in Nové Město na Moravě holte er in allen vier Wettbewerben Medaillen: Im Riesenslalom gewann er seinen vierten Titel und im Slalom, im Super-G und in der Kombination wurde er jeweils Zweiter. Eine weitere Medaille folgte bei der Junioren-WM 2006 in Horní Lhota u Ostravy mit Platz zwei im Super-G. In der Allgemeinen Klasse war Zickbauer nur bei der Weltmeisterschaft 2005 in Dizin am Start. Hierbei wurde er Zehnter im Riesenslalom, Zwölfter in der Kombination, 13. im Slalom und 24. im Super-G. Im Weltcup erreichte er in der Saison 2004 sein vorläufig bestes Gesamtergebnis. Mit Platz zehn im zweiten Riesenslalom, Platz elf im ersten Riesenslalom und Rang 17 im Super-G bei den Weltcuprennen in Nové Město na Moravě im August 2004 kam er im Gesamtweltcup auf Platz 23. Sein bestes Einzelresultat im Weltcup gelang ihm am 18. Juni 2005 mit Platz acht im Slalom von L’Aquila.
Von Juli 2007 bis Ende 2010 bestritt Zickbauer keine internationalen Rennen. Nach dieser fast vierjährigen Pause nahm er 2011 wieder an Wettkämpfen teil. Im Weltcup erzielte er in diesem Jahr zwei Top-10-Platzierungen, während er bei FIS-Rennen einmal auf dem Podest stand. Im Gesamtweltcup erreichte er Platz zwölf. Einen großen Erfolg feierte er bei der Weltmeisterschaft 2011 in Goldingen, als er hinter dem Schweizer Mirko Hüppi und dem Italiener Edoardo Frau die Bronzemedaille in der Super-Kombination gewann. Zudem wurde er jeweils Zehnter im Riesenslalom und im Super-G sowie 15. im Slalom. Im Jahr 2012 nahm Zickbauer erneut an keinen Wettkämpfen teil.

## Erfolge

### Weltmeisterschaften
- Dizin 2005: 10. Riesenslalom, 12. Kombination, 13. Slalom, 24. Super-G
- Goldingen 2011: 3. Super-Kombination, 10. Riesenslalom, 10. Super-G, 15. Slalom

### Juniorenweltmeisterschaften
- Nové Město na Moravě 2002: 5. Riesenslalom, 5. Kombination, 6. Slalom, 8. Super-G
- Goldingen 2003: 1. Riesenslalom, 3. Super-G
- Rettenbach 2004: 1. Slalom, 1. Kombination, 3. Riesenslalom, 3. Super-G
- Nové Město na Moravě 2005: 1. Riesenslalom, 2. Slalom, 2. Super-G, 2. Kombination
- Horní Lhota u Ostravy 2006: 2. Super-G, 4. Riesenslalom

### Weltcup
- Vier Platzierungen unter den besten zehn

## Auszeichnungen
- Sportehrenzeichen der Stadt St. Pölten (2005)